# Napakpapha Nakprasitte
Napakpapha Nakprasitte, nota anche con lo pseudonimo di Mamee (in lingua thai: นภคปภา นาคประสิทธิ์; Bangkok, 19 aprile 1981), è un'attrice tailandese.

## Carriera
La prima esperienza cinematografica di Mamee è stata nel film horror del 2001 Mae bia, di cui è stata protagonista accanto a Akara Amarttayakul. Nel film interpreta una giovane donna che ha un relazione con un uomo sposato; la relazione simbiotica della donna con un cobra soprannaturale risulta letale ad entrambi. Il film, un remake dell'omonimo film del 1989, ebbe un grande successo in Thailandia, tanto da classificarsi al decimo posto di tutti i tempi per incassi.
Il suo primo ruolo in lingua inglese è stato in Butterfly Man, una produzione anglo-thailandese diretta da Kaprice Kea; nel film ha interpretato una giovane massaggiatrice thailandese, Em, di cui si innamora un giovane turista britannico, interpretato da Stuart Laing. Per la sua performance, ha vinto il premio come migliore attrice allo Slamdunk Film Festival del 2003.
Nel 2005, Mamee ha recitato in Long khong (noto anche col titolo internazionale Art of the Devil 2), un thriller realizzato dal collettivo di registi Ronin Team in cui interpretava il ruolo di un'insegnante di una scuola rurale la quale, per uno scherzo dei suoi studenti (tra i quali il figliastro) che rende nota la sua relazione con un altro insegnante, si vede rovinata la reputazione. Per vendicarsi, la donna imparerà ad usare la magia nera, usandola sui suoi ex studenti. Per il suo ruolo in questo film ha ricevuto due nomination: come migliore attrice ai premi della Bangkok Critics Assembly e come migliore attrice non protagonista ai Thailand National Film Awards. Quest'ultima nomination fu tuttavia ritirata su richiesta della stessa attrice, che contestava con forza la scelta della categoria: ritenendo di essere la protagonista del film, chiedeva di essere giudicata come miglior attrice o di non partecipare. La casa di produzione del film, a sostegno della richiesta della Nakprasitte, decise di boicottare la cerimonia.
L'anno successivo Mamee ha fatto parte del cast della commedia horror canadese 1st Bite, del regista malese-canadese Hunt Hoe.
Nel 2008 ha recitato in altri due horror: Long khong 2 (Art of the Devil 3), prequel di Long khong, e La bara di Ekachai Uekrongtham.
Nel 2011, ha interpretato Malunaï in  The Burma Conspiracy - Largo Winch 2, tratto dal fumetto belga Largo Winch, al fianco di Tomer Sisley e Sharon Stone.

## Filmografia
- Mae bia, regia di Somching Srisupap (2001)
- Butterfly Man, regia di Kaprice Kea (2002)
- Jao saao Pad Thai, regia di Mongkolchai Chaiwisut (2004)
- Long khong, regia del Ronin Team (2005)
- Ma-mee, regia Aditya Assarat, Pumin Chinaradee e Mingmonkul Sonakul - documentario (2005)
- 1st Bite, regia di Hunt Hoe (2006)
- Long khong 2, regia del Ronin Team (2008)
- La bara (The Coffin), regia di Ekachai Uekrongtham (2008)
- Bitter/Sweet, regia di Jeff Hare (2009)
- The Burma Conspiracy - Largo Winch 2 (Largo Winch II), regia di Jérôme Salle (2011)
- Squadra Omicidi Istanbul (Mordkommission Istanbul) - serie TV, episodi 21 e 22 (2018)